# Cupa României 1933-1934

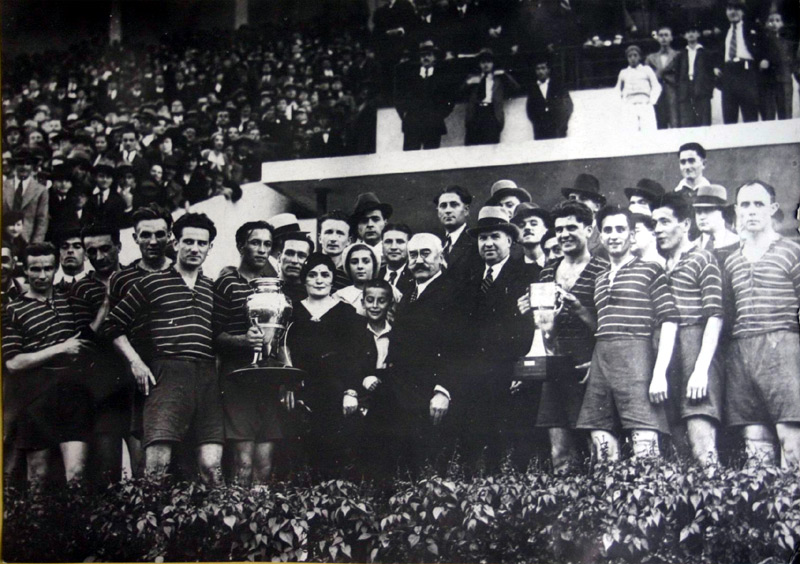
După terminarea partidei, primul-ministru Vaida Voivod, împreuna cu soția, înmâneaza „Cupa Romaniei” lui Ghiță Ciolac, căpitanul echipei Ripensia Timișoara

Ediția 1933-1934 a fost prima ediție a Cupei României. În competiție s-au înscris 68 de echipe, 52 dintre acestea fiind din afara primului eșalon. Pentru înscriere nu a fost percepută nicio taxă, permițând astfel participarea cât mai multor echipe. Echipele din Divizia A au intrat în competiție în șaisprezecimile de finală.
Au existat două meciuri ce s-au rejucat în urma unor contestații: meciul din șaisprezecimi UDR Reșița - Juventus București respectiv finala Ripensia Timișoara - Universitatea Cluj. În ambele cazuri, rejucarile nu au adus schimbări privind câștigătorul, ci doar privind scorul meciurilor. În cazul finalei Federația a ținut cont de obiecțiunea clujenilor de a juca pe teren neutru și a stabilit loc de disputa Stadionul ONEF din București.
Prima câștigătoare a Cupei României a fost Ripensia Timișoara. Trofeul a fost înmânat de Alexandru Vaida Voievod, președintele Consiliului de Miniștri, căpitanului timișorenilor, Silviu Bindea.

## Șaisprezecimi
| Data     | Echipa gazdă                 | Scor  | Echipa oaspete                   |
| -------- | ---------------------------- | ----- | -------------------------------- |
| 31.03.34 | Venus București (Div.A)      | 7 - 0 | (District) Unirea Alba Iulia     |
| 01.04.34 | CA Timișoara (District)      | 9 - 0 | (District) Sportul Studențesc    |
| 01.04.34 | Șoimii Sibiu (Div.A)         | 0 - 7 | (Div.A) Ripensia                 |
| 01.04.34 | Crișana Oradea (Div.A)       | 3 - 0 | (District) Sticla Diciosânmartin |
| 01.04.34 | Chinezul (Div.A)             | 2 - 0 | (District) Avântul Buzău         |
| 01.04.34 | Jiul Petroșani (District)    | 0 - 1 | (District) ACFR Brașov           |
| 01.04.34 | Unirea Tricolor (Div.A)      | 1 - 0 | (Div.A) CA Oradea                |
| 01.04.34 | Olimpia Satu Mare (District) | 6 - 1 | (Div.A) Brașovia Brașov          |
| 01.04.34 | Tricolor Ploiești (Div.A)    | 6 - 1 | (District) Electrica Timișoara   |
| 01.04.34 | Mureșul Târgu Mureș (Div.A)  | 2 - 4 | (District) Phoenix Baia Mare     |
| 01.04.34 | Vulturii Lugoj (District)    | 1 - 2 | (Div.A) AMEFA Arad               |
| 01.04.34 | România Cluj (Div.A)         | 1 - 2 | (Div.A) CFR București            |
| 01.04.34 | Transilvania Arad (District) | 3 - 2 | (District) Olympia               |
| 22.04.34 | Franco-Româna (District)     | 1 - 2 | (Div.A) Gloria Arad              |
| 22.04.34 | Maccabi București (District) | 0 - 4 | (Div.A) Universitatea Cluj       |
| 01.04.34 | UD Reșița (District)         | 2 - 0 | (Div.A) Juventus București *     |
| 29.04.34 | UD Reșița (District)         | 5 - 0 | (Div.A) Juventus București       |

- Meci rejucat

## Optimi
| Data     | Echipa gazdă      | Scor   | Echipa oaspete     |
| -------- | ----------------- | ------ | ------------------ |
| 09.04.34 | Unirea Tricolor   | 8 - 3  | Transilvania Arad  |
| 29.04.34 | Phoenix Baia Mare | 11 - 0 | Tricolor Ploiești  |
| 29.04.34 | CA Timișoara      | 2 - 4  | Universitatea Cluj |
| 01.05.34 | Venus București   | 7 - 5  | Chinezul           |
| 01.05.34 | Olimpia Satu Mare | 3 - 1  | Crișana Oradea     |
| 01.05.34 | CFR București     | 2 - 4  | AMEFA Arad         |
| 06.05.34 | UD Reșița         | 3 - 0  | ACFR Brașov        |
| 13.05.34 | Ripensia          | 6 - 4  | Gloria Arad        |

## Sferturi
| Data     | Echipa gazdă       | Scor         | Echipa oaspete    |
| -------- | ------------------ | ------------ | ----------------- |
| 17.05.34 | Ripensia           | 6 - 3        | Venus București   |
| 17.05.34 | Unirea Tricolor    | 3 - 5 (d.p.) | UD Reșița         |
| 17.05.34 | Universitatea Cluj | 6 - 1        | Olimpia Satu Mare |
| 17.05.34 | AMEFA Arad         | 1 - 0        | Phoenix Baia Mare |

## Semifinale
| Data     | Echipa gazdă | Scor  | Echipa oaspete     |
| -------- | ------------ | ----- | ------------------ |
| 17.06.34 | AMEFA Arad   | 1 - 3 | Ripensia           |
| 17.06.34 | UD Reșița    | 2 - 3 | Universitatea Cluj |

## Finala de la Timișoara
| 8 iulie 1934 15:30 | Ripensia                         | 3 – 2 | Universitatea Cluj          | Stadionul Electrica, Timișoara Spectatori: 3.000 |
| 8 iulie 1934 15:30 | Schwartz 5',Dobay 29' Ciolac 85' |       | Ploeșteanu 18',Surlașiu 64' | Stadionul Electrica, Timișoara Spectatori: 3.000 |

| RIPENSIA: |                    |
|           |                    |
| P         | William Zombory    |
| F         | Rudolf Burger      |
| F         | Balazs Hoksary     |
| M         | Vasile Deheleanu   |
| M         | Rudolf Kotormany   |
| M         | Adalbert Hrehuss   |
| A         | Silviu Bindea      |
| A         | Cornel Lazăr       |
| A         | Gheorghe Ciolac    |
| A         | Alexandru Schwartz |
| A         | Ștefan Dobay       |

| U CLUJ: |                   |
|         |                   |
| P       | Andrei Sepci      |
| F       | Victor Vidrășan   |
| F       | Grigore Iancovici |
| M       | Marius Ștefănescu |
| M       | Vasile Gain       |
| M       | Emil Borgia       |
| A       | Cornel Orza       |
| A       | Silviu Ploeșteanu |
| A       | Pompei Ionaș      |
| A       | Victor Surlașiu   |
| A       | Andrei Baciu      |

## Finala de la București
| 30 septembrie 1934 15:30 | Ripensia                                   | 5 – 0 | Universitatea Cluj | Stadionul ONEF, București Spectatori: 10.000 Arbitru: Denis Xifando (București) |
| 30 septembrie 1934 15:30 | Dobay 8', 20' Bindea 41', 85' Schwartz 48' |       |                    | Stadionul ONEF, București Spectatori: 10.000 Arbitru: Denis Xifando (București) |

| RIPENSIA: |                    |
|           |                    |
| P         | William Zombory    |
| F         | Rudolf Burger      |
| F         | Balazs Hoksary     |
| M         | Vasile Deheleanu   |
| M         | Rudolf Kotormany   |
| M         | Adalbert Hrehuss   |
| A         | Silviu Bindea      |
| A         | Cornel Lazăr       |
| A         | Gheorghe Ciolac    |
| A         | Alexandru Schwartz |
| A         | Ștefan Dobay       |

| U CLUJ: |                   |
|         |                   |
| P       | Andrei Sepci      |
| F       | Victor Vidrășan   |
| F       | Grigore Iancovici |
| M       | Marius Ștefănescu |
| M       | Vasile Gain       |
| M       | Emil Borgia       |
| A       | Cornel Orza       |
| A       | Silviu Ploeșteanu |
| A       | Pompei Ionaș      |
| A       | Victor Surlașiu   |
| A       | Andrei Baciu      |